# دماجهش

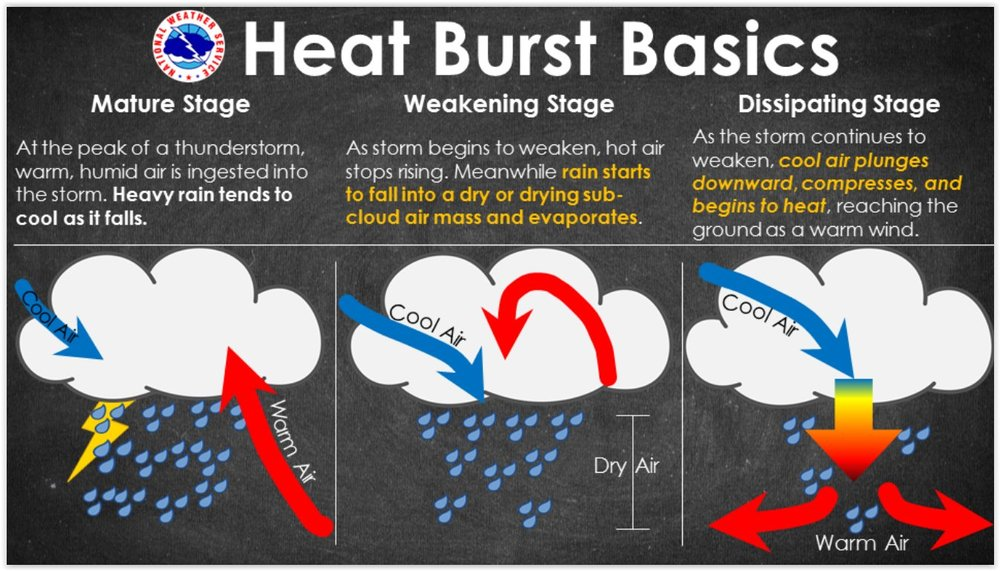
نمایی از اصول اساسی و ساختاری در دماجهش. برای اینکه دماجهش رخ دهد، باید هم طوفانی پراکنده و هم محیطی گرم و خشک در سطوح میانی اتمسفر، همراه با وارونگی سطح کم‌عمق، وجود داشته باشد. هنگامی‌که هوای مرطوب و ناپایدار به سمت بالا بلند می‌شود، رعدوبرق ایجاد می‌گردد. رطوبت ابر در نهایت متراکم می‌شود و بعداً به صورت بارندگی کاهش می‌یابد. هنگامی‌که رعدوبرق جریان صعودی خود را از دست می‌دهد، اطلاق می‌گردد که رعدوبرق، تحت سلطهٔ جریان پایین است. هنگامی‌که این اتفاق با یک سطح میانی جَوی گرم و خشک روی می‌دهد، رطوبت مربوط به جریان رو به پایین تبخیر می‌شود و در ابتدا این لایه را خنک می‌کند و سرعت نزول آن را به سمت سطح افزایش می‌دهد. خنک‌کاری پس از تبخیر تمام رطوبت به پایان می‌رسد و در نتیجه باعث گرم شدن و اختلاط لایه گرم (وارونگی) می‌شود. انفجار دماجهش، زمانی رخ می‌دهد که هوای گرم و خشک به سطح پایین می‌آید.

دماجهش در هواشناسی، پدیده جَوی نادری است که مشخصهٔ آن افزایش ناگهانی منطقه‌ای دمای هوا در نزدیکی سطح زمین است. دماجهش به‌طور معمول در شب رخ می‌دهد و مرتبط با توفان‌های تندری ویرانگر است.